# Edgar Sampson
Edgar Melvin Sampson, född 31 oktober 1907 i New York, död 16 januari 1973 i Englewood i New Jersey, var en kompositör, arrangör, saxofonist och violinist. Han föddes i New York och började spela fiol vid sex års ålder och kom i kontakt med saxofonen under high school.
Sampson började sin professionella karriär 1924 med en fiol och piano-duo med Joe Colman. Under resten av 20-talet och tidiga 30-talet spelade han med flera olika musikensembler och med musiker som Duke Ellington, Rex Stewart och Fletcher Henderson. 1933 gick han med i bandet Chick Webb. Det är under denna tid med Webb som Sampson börjar som kompositör och skriver låtar som "Stomping at the Savoy" och "Don't Be That Way". Han lämnade Webb 1936 med ett rykte som kompositör och arrangör som ledde till hans frilansarbete med Benny Goodman, Artie Shaw, Red Norvo, Teddy Hill och Teddy Wilson. Sampson fortsatte att spela saxofon under det sena 1940-talet och startade sitt eget band (1949–1951). Under det sena 1940-talet och även in på 1950-talet arbetade han med latinamerikanska musiker som Marceino Guerra, Tito Rodriguez och Tito Puente som arrangör. Han spelade in en skiva under sitt eget namn, Swing Softly Sweet Sampson år 1956. På grund av sjukdom slutade han att arbeta i slutet av 1960-talet.